# Nokomis
|  | Per a altres significats, vegeu «Nokomis (Illinois)». |

Nokomis és una concentració de població designada pel cens dels Estats Units a l'estat de Florida. Segons el cens del 2000 tenia 3.334 habitants.

## Demografia
Segons el cens del 2000, Nokomis tenia 3.334 habitants, 1.544 habitatges, i 955 famílies. La densitat de població era de 770,8 habitants/km².
Dels 1.544 habitatges en un 19,8% hi vivien nens de menys de 18 anys, en un 49,8% hi vivien parelles casades, en un 8% dones solteres, i en un 38,1% no eren unitats familiars. En el 30,2% dels habitatges hi vivien persones soles el 13,7% de les quals corresponia a persones de 65 anys o més que vivien soles. El nombre mitjà de persones vivint en cada habitatge era de 2,15 i el nombre mitjà de persones que vivien en cada família era de 2,64.
Per edats la població es repartia de la següent manera: un 17,1% tenia menys de 18 anys, un 5,3% entre 18 i 24, un 25,5% entre 25 i 44, un 28,3% de 45 a 60 i un 23,8% 65 anys o més.
L'edat mediana era de 46 anys. Per cada 100 dones de 18 o més anys hi havia 97,4 homes.
La renda mediana per habitatge era de 34.699 $ i la renda mediana per família de 37.731 $. Els homes tenien una renda mediana de 27.209 $ mentre que les dones 21.563 $. La renda per capita de la població era de 22.077 $. Entorn del 8,6% de les famílies i el 12,9% de la població estaven per davall del llindar de pobresa.

## Poblacions properes
El següent diagrama mostra les poblacions més properes.